# Labigastera forcipata
Labigastera forcipata là một loài ruồi trong họ Tachinidae.